# Michael Chernus
Michael Chernus, född 8 augusti 1977 i Rocky River i Ohio, är en amerikansk skådespelare.
Chernus har bland annat spelat Cal Chapman i Orange Is the New Black (2013–2019).